# Muž je žena jako každá jiná
Muž je žena jako každá jiná (v originále L'homme est une femme comme les autres) je francouzský hraný film z roku 1998, který režíroval Jean-Jacques Zilbermann. Snímek měl světovou premiéru 11. března 1998.

## Děj
Simon Eskanazy je homosexuál, třicátník, žijící v Paříži. Protože pochází ze židovské rodiny, měl velké potíže přimět svou rodinu, aby přijala jeho homosexualitu, zejména matku a strýce Solomona. Strýc je bohatý bankéř a nabídne mu dohodu. Simon dostane 10 milionů franků a v dědictví strýcův hotel, pokud se Simon ožení a zplodí potomka. Ten se zprvu neochotně seznámí s Rosalie, rovněž židovkou, silně věřící, jejíž rodiče žijí ve Spojených státech. Postupně, jak ji Simon poznává, se do ní zamiluje. Oba jsou nadšení vyznavači hudby klezmer aškenázských židů.

## Obsazení
| Antoine de Caunes   | Simon Eskanazy    |
| Elsa Zylberstein    | Rosalie Baumann   |
| Michel Aumont       | Salomon Eskanazy  |
| Judith Magre        | Simonova matka    |
| Gad Elmaleh         | David Applebaum   |
| Maurice Bénichou    | Mordechai Baumann |
| Catherine Hiegel    | Hannah Baumann    |
| Stéphane Metzger    | Daniel Baumann    |
| Edwin Gerard        | Yitshak Baumann   |
| Sacha Santon        | Samuel Baumann    |
| Gilles Atlan        | Elisser Baumann   |
| Noëlla Dussart      | Nathalie          |
| Jean-François Dérec | Jean-René         |
| Jesse Joe Walsh     | rabín Fisher      |